# Men-yoroi

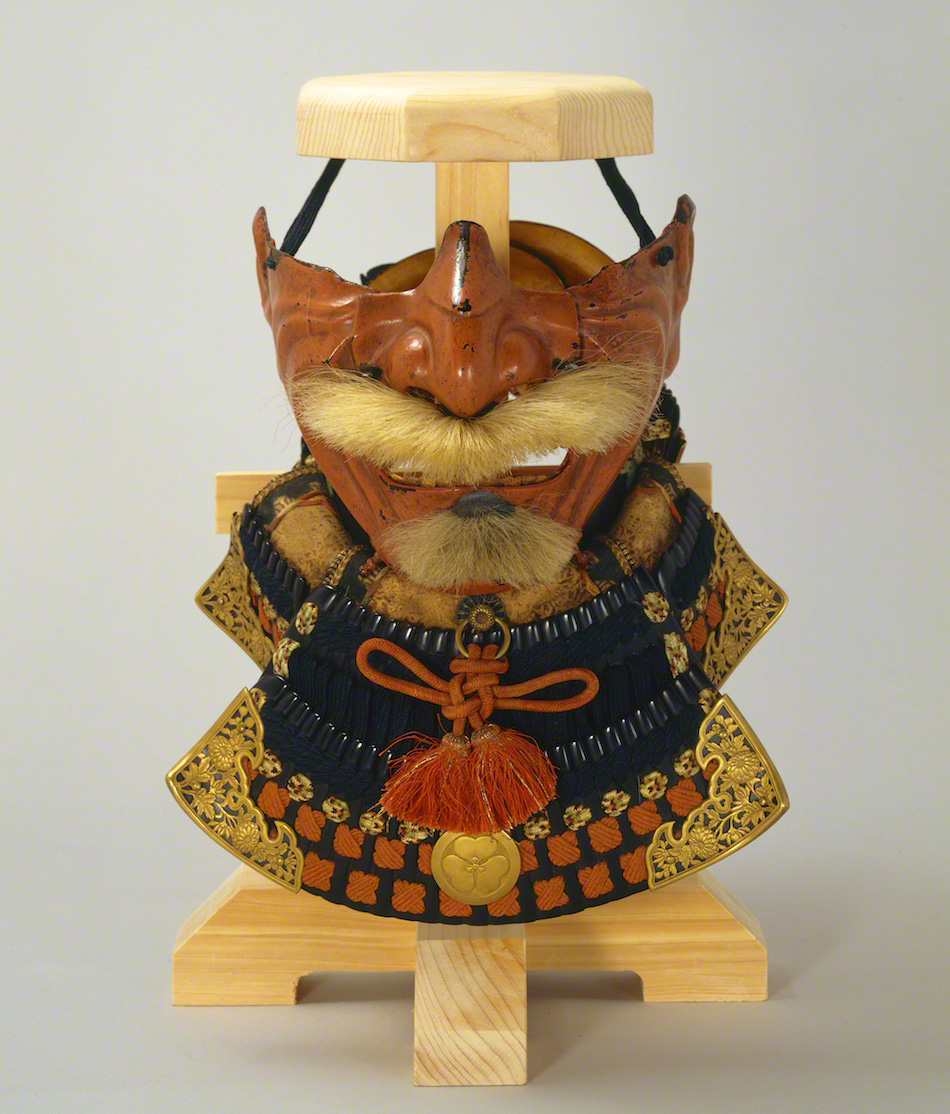
Shirohige Ressei-menpo. Século XVIII, período Edo

Men-yoroi (面鎧), menpō (面頬) ou mengu (面具), são vários tipos de armaduras faciais que foram usadas pela classe samurai no Japão feudal.

## Descrição
O men-yoroi, que cobria todo ou parte do rosto, fornecia uma maneira de firmar o kabuto (capacete) pesado. O Shinobi-no-o (corda do queixo) do kabuto seria amarrado sob o queixo. Pequenos ganchos chamados ori-kugi ou suportes chamados odome localizados em vários lugares ajudariam a prender a corda do queixo. O men-yoroi era feito de ferro, couro ou uma combinação de ambos. Tinha um tipo de acabamento envernizado ou enferrujado e incluía uma variedade de detalhes faciais, como bigode, dentes ferozes e nariz destacável. Com exceção do happuri, um men-yoroi tinha um pequeno orifício sob o queixo para drenagem do suor.

## História
A armadura facial no Japão começa com o happuri, que é retratado nas pinturas yamato-e das eras Heian e Kamakura, e acredita-se que tenha aparecido durante os séculos X ou XI. É descrito como sendo usado com ou sem capacete por guerreiros montados ou pela infantaria. No século 14, o hōate aparece e, de acordo com Tom Conlan, esse desenvolvimento está por trás da diminuição das estatísticas de feridas faciais. No entanto, outros, como Yamagishi Sumio, acreditam que o hōate não era difundido naquela época, já que ele - e o menpō posterior - restringia a visão do usuário.  Hōate também são retratados na arte e na literatura do período, mais notavelmente no pergaminho Aki no yo no Nagamonogatari  e Taiheiki. Acredita-se que o menpō (meia máscara com peça nasal destacável) e o sōmen (máscara facial completa) tenham sido introduzidos em meados do século XV, e o hanbō (protetor de queixo) na segunda metade do século XVI.

## Tipos demen-yoroi

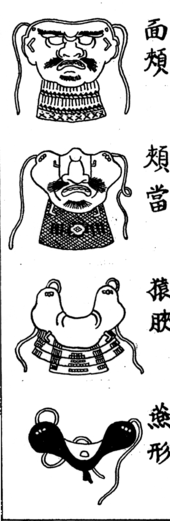
Uma impressão em bloco de madeira do período Edo japonês de vários tipos de men-yoroi ou mengu (armadura facial)

### Sōmen

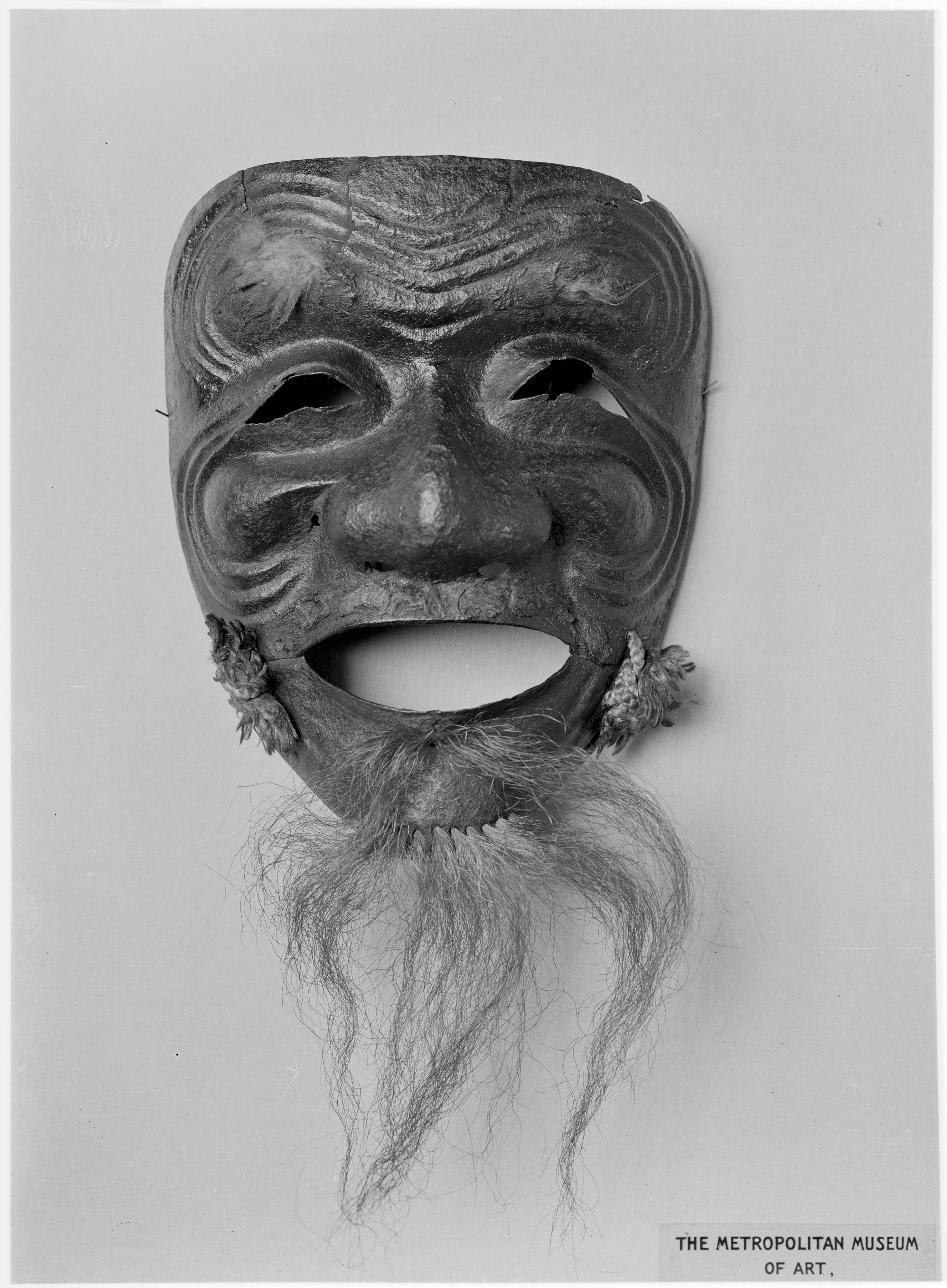
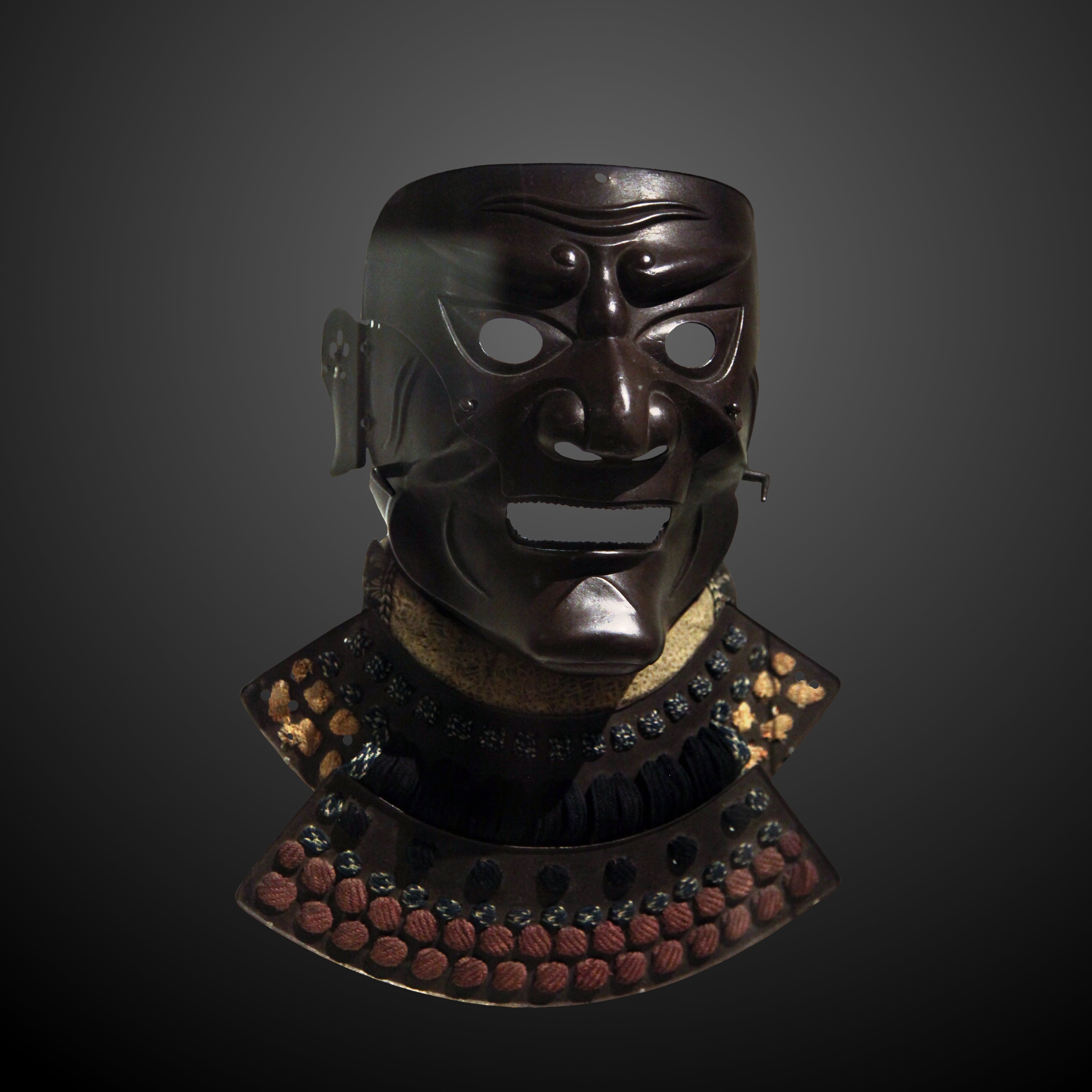

Sōmen cobria todo o rosto.

### Menpō
Menpō cobria o rosto do nariz até o queixo.

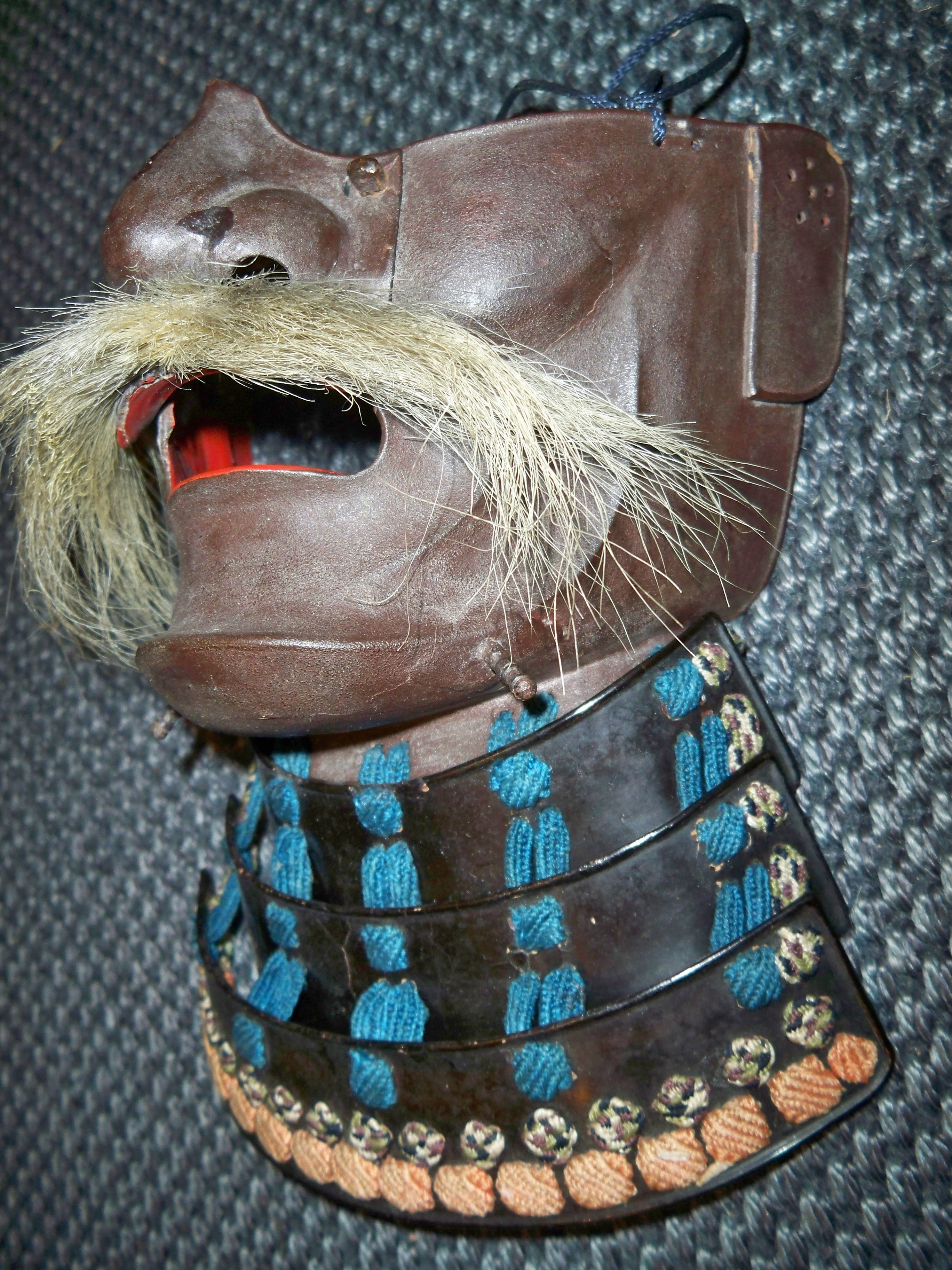
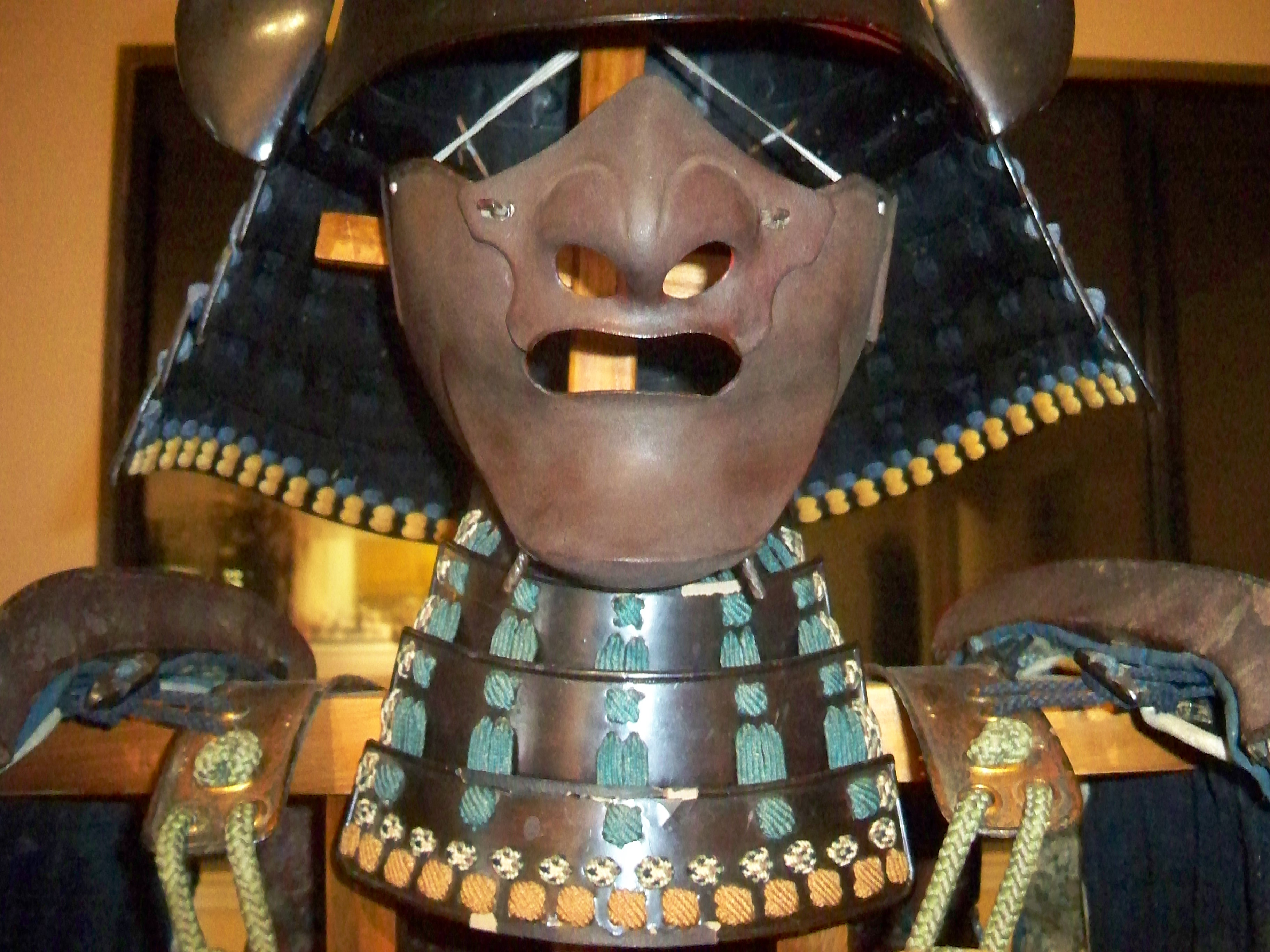
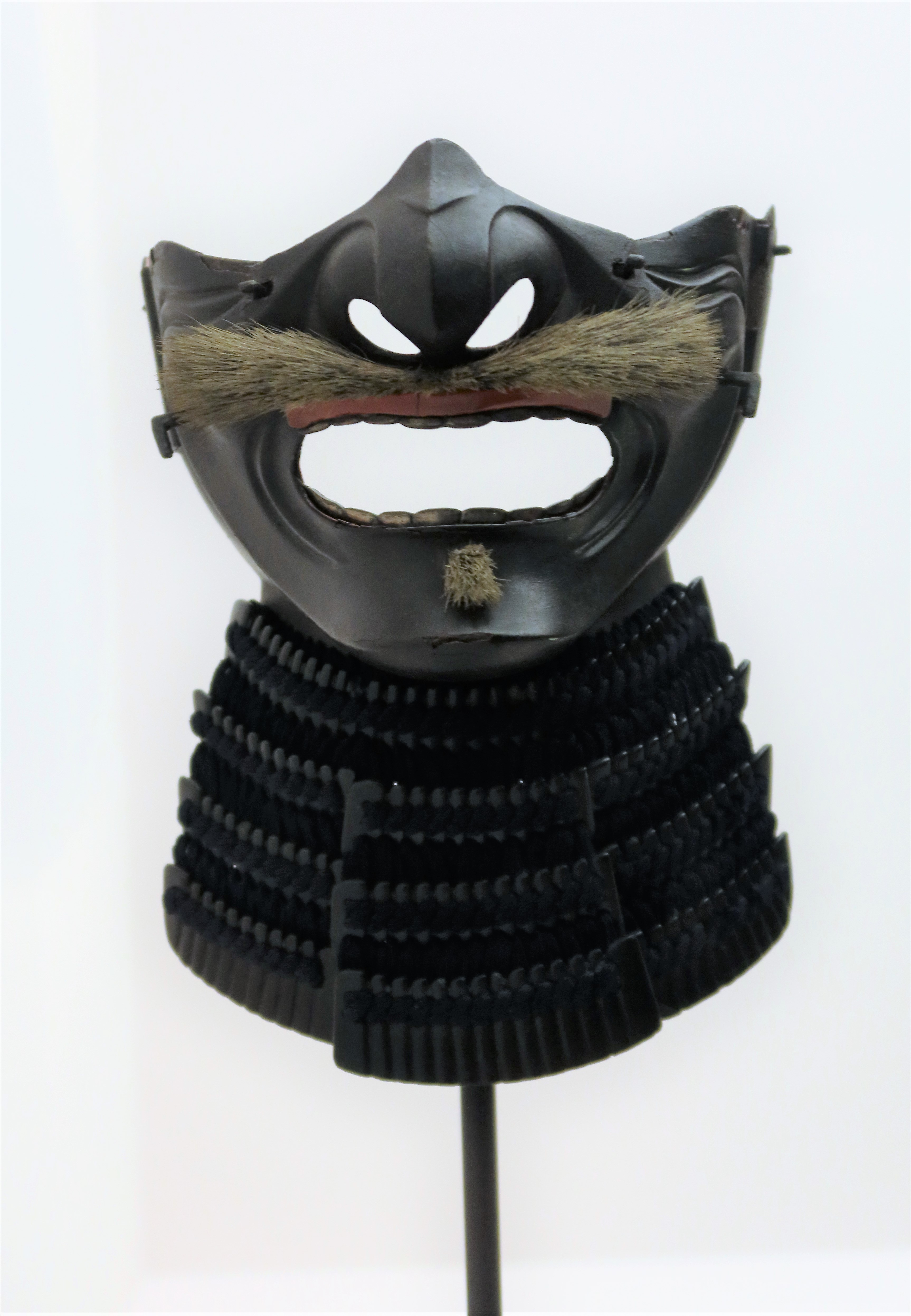

### Hanbō(hanpō)
Hanbō cobria a parte inferior do rosto debaixo do nariz até o queixo.

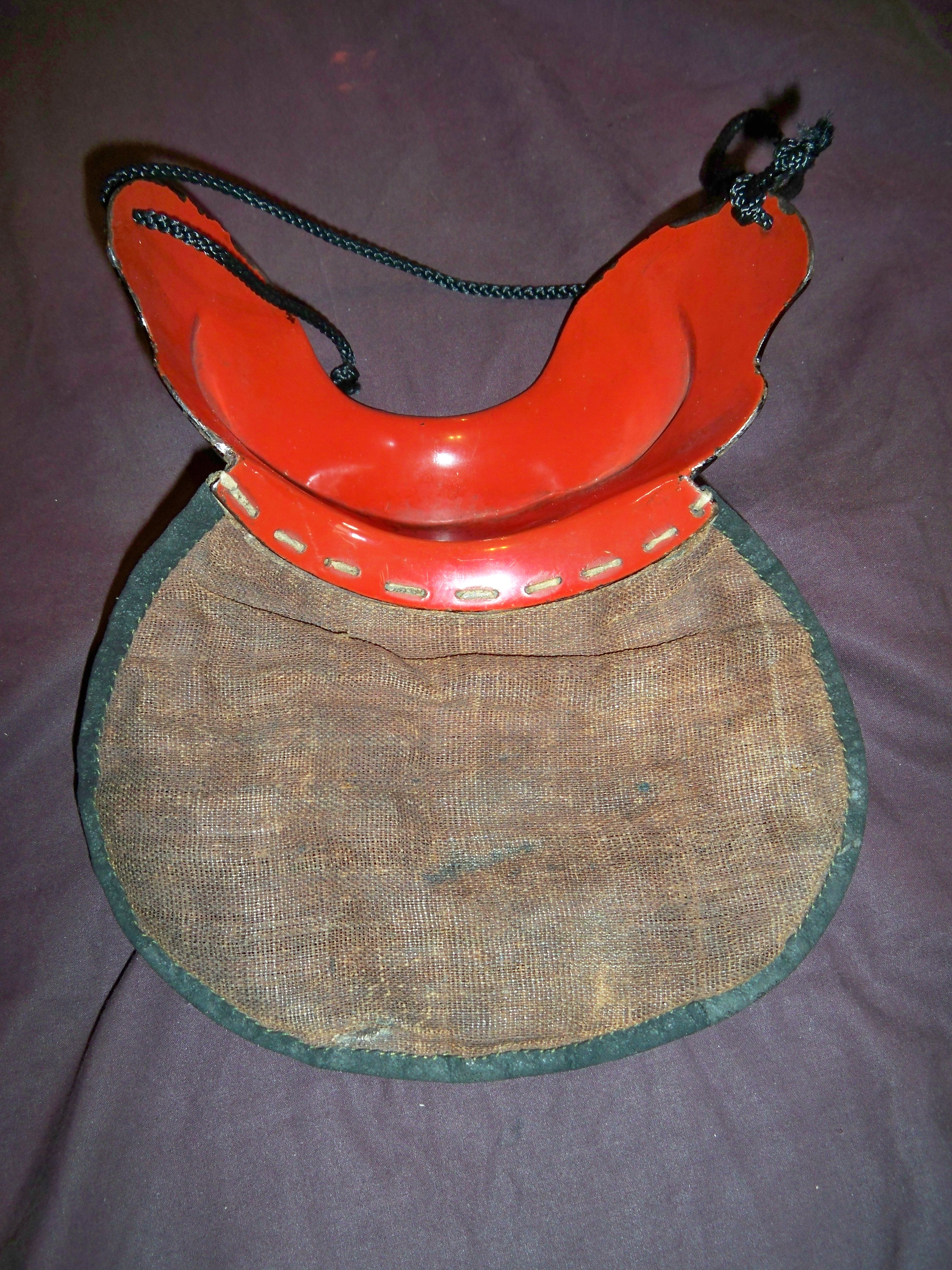
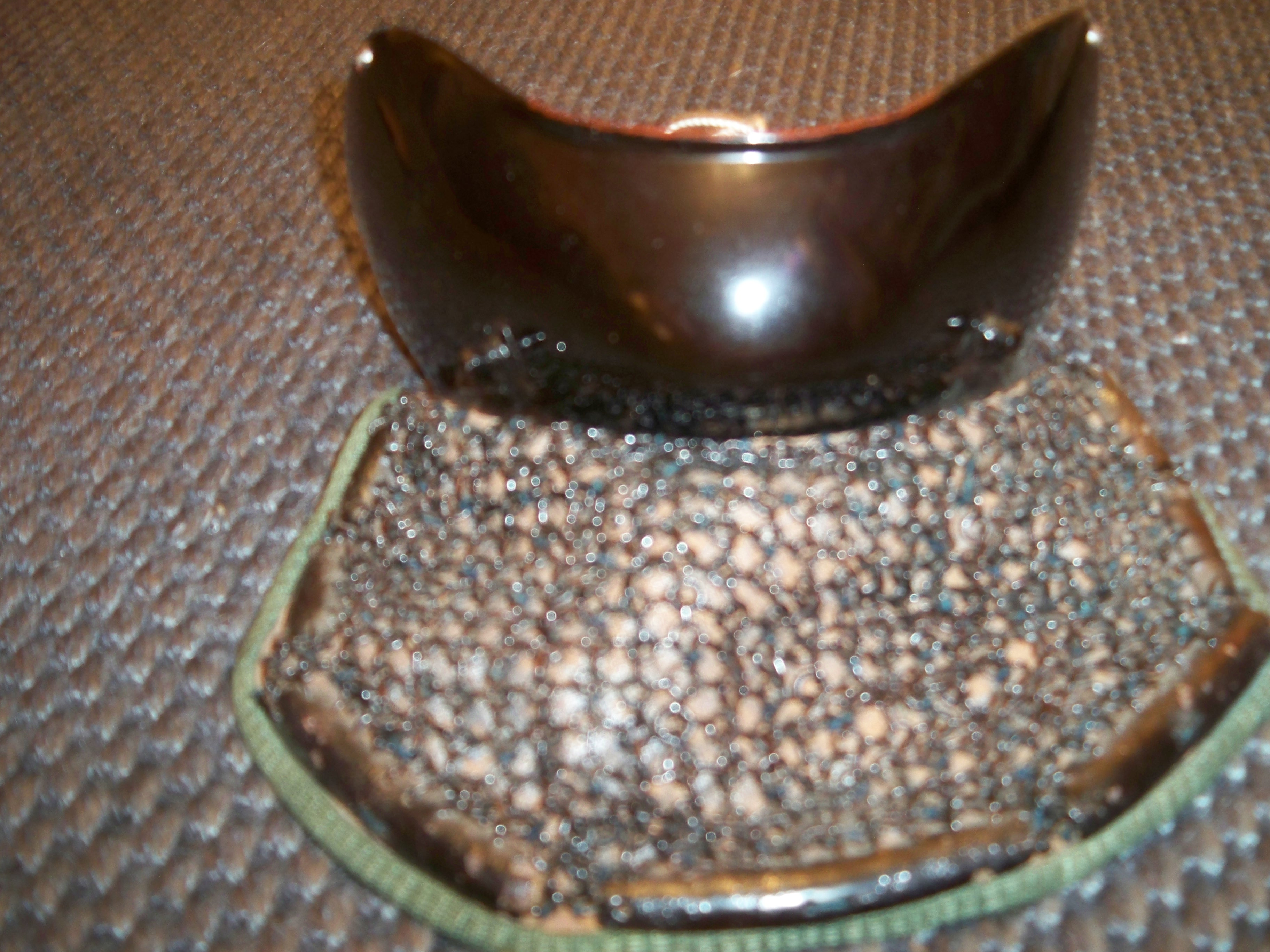

### Happuri
Happuri cobria a testa e as bochechas.

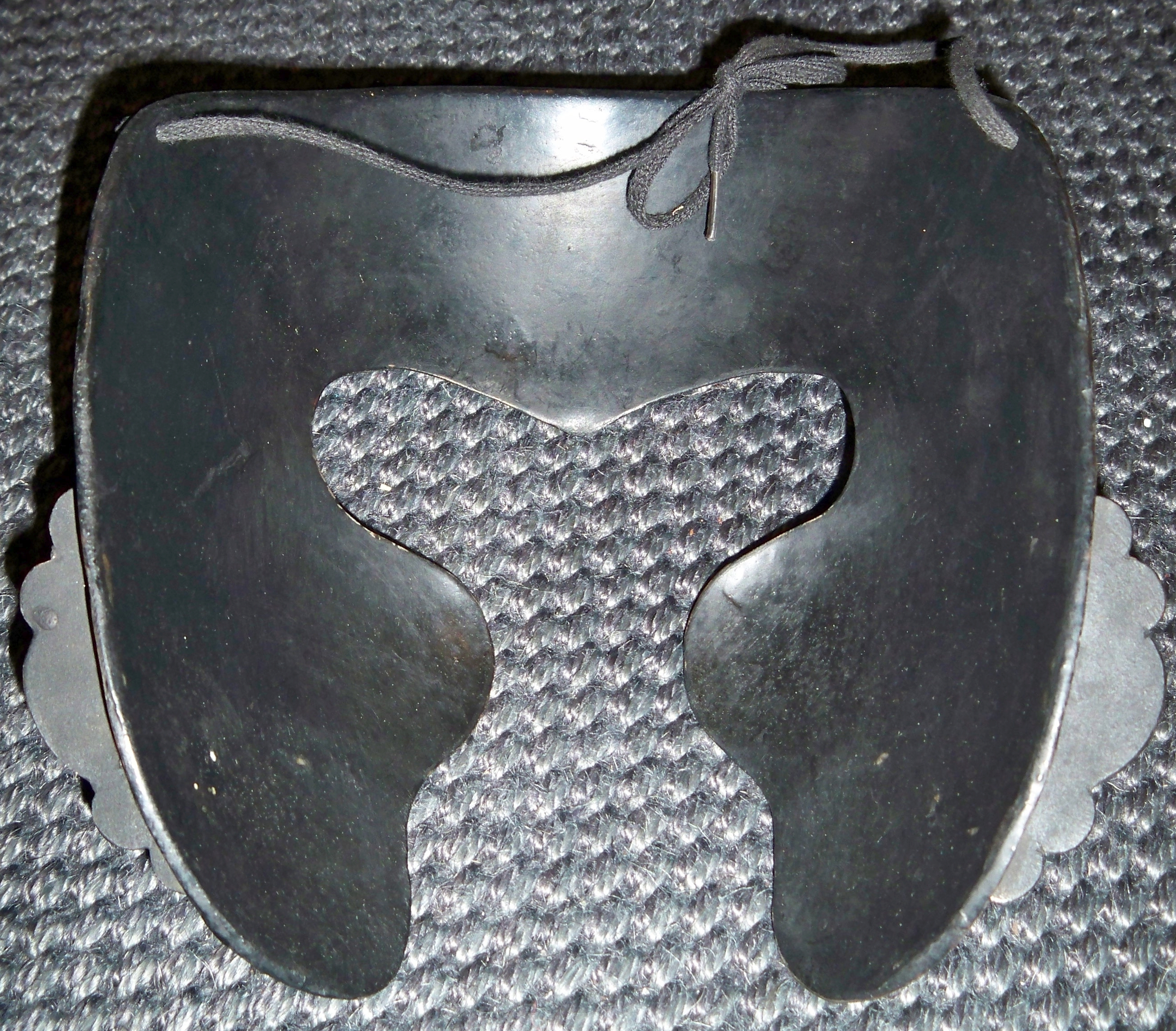
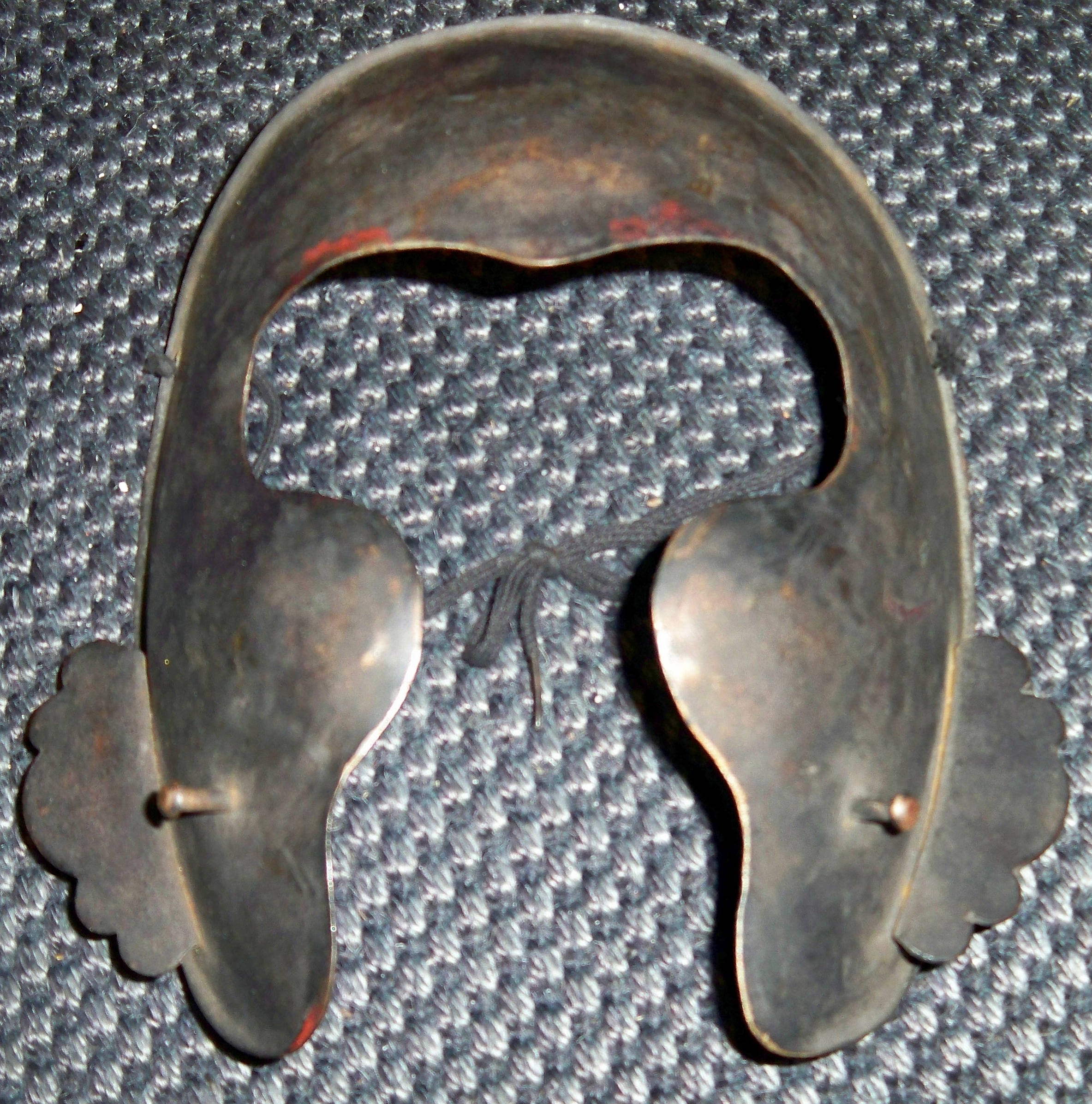